# Château Dufresne

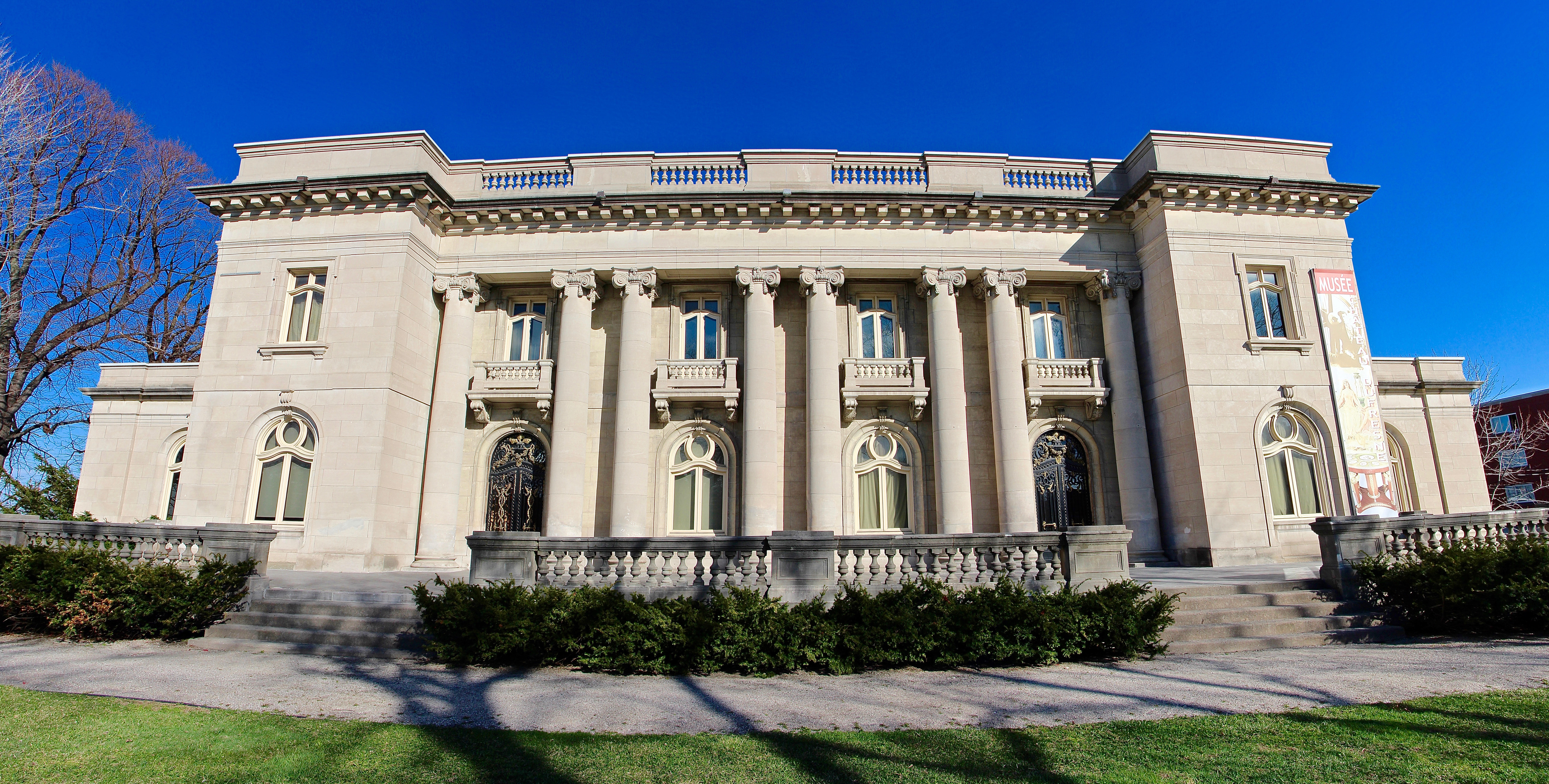
Château Dufresne

Das Château Dufresne ist ein historisches Gebäude in Montreal. Es befindet sich an der Kreuzung von Rue Sherbrooke Est und Boulevard Pie-IX im Stadtbezirk Mercier–Hochelaga-Maisonneuve, in der Nähe des Olympiastadions und des Botanischen Gartens. Das von 1915 bis 1918 im Beaux-Arts-Stil errichtete Gebäude ist der frühere Wohnsitz der Fabrikantenfamilie Dufresne und wird heute als Museum verwendet.

## Geschichte
Oscar Dufresne (1875–1936) war ein wohlhabender Schuhfabrikant und gehörte dem Stadtrat der damals eigenständigen Gemeinde Maisonneuve an. Er beauftragte seinen jüngeren Bruder, den Architekten und Stadtbaumeister Marius Dufresne (1883–1945), mit dem Bau eines repräsentativen Wohnhauses. Dieser ließ sich vom Petit Trianon in Versailles inspirieren. Nach dreijähriger Bauzeit war das Gebäude 1918 fertiggestellt. Die beiden Brüder bewohnten je eine Hälfte. Die Kongregation vom Heiligen Kreuz erwarb das Gebäude 1948, neun Jahre später ging es in den Besitz der Stadt Montreal über. Das Château Dufresne wurde danach mit Unterbrechungen als Museum genutzt. Die Provinzregierung von Québec stufte das Gebäude 1976 als historisches Monument ein. Restaurierungen wurden in den Jahren 1976–1979 und 2002–2004 durchgeführt.

## Bauwerk
Beim Château Dufresne handelt es sich um eines der monumentalsten Wohngebäude, das in Montreal für Vertreter der frankophonen Bürgertums errichtet wurde. Das in zwei Hälften unterteilte Haus ist mit seinem Eklektizismus typisch für den damaligen Geschmack der frankokanadischen Elite, dies im Gegensatz zur viktorianischen Architektur, die beim anglokanadischen Bürgertum beliebt war. Die Hauptfassade weist einen Vorbau auf, der von Doppelsäulen eingerahmt und von einem Brüstungsgeländer gekrönt wird. Im Innern sind die Salons im Louis-quinze und im Louis-seize-Stil gehalten, verschiedene Räume sind mit Wandmalereien von Guido Nincheri verziert. Das Museum bietet verschiedene Ausstellungen zu Kunst und Zeitgeschichte, das Mobiliar stammt aus der Sammlung der Familie Dufresne.